# Chelipoda moderata
Chelipoda moderata är en tvåvingeart som beskrevs av Collin 1928. Chelipoda moderata ingår i släktet Chelipoda och familjen dansflugor. Inga underarter finns listade i Catalogue of Life.